# Mai 1931

## Événements
- Effondrement financier et économique de l’Allemagne et de l’Autriche. Les faillites du Kredit Anstalt de Vienne et celle de la Danatbank à Berlin déclenchent une véritable panique. En Allemagne, la production industrielle tombe à 53 % de son niveau de 1929. Le pays compte 4 744 000 chômeurs en mars, plus de 6 millions à la fin de l’année.

- 1er mai : inauguration de l'Empire State Building à Manhattan, New York

- 2 mai, Portugal : fin de la révolte de Madère vaincu par les forces gouvernementales.

- 6 mai, France : ouverture de l'exposition coloniale de Vincennes, elle accueillera 34 millions de visiteurs.

- 13 mai, France : Paul Doumer Président de la République, succède à Gaston Doumergue (fin en 1932).

- 14 mai : le pape Pie XI condamne la mainmise du parti fasciste sur la jeunesse et publie l’encyclique Quadragesimo Anno sur les droits des travailleurs.

- 14 mai : début des Évènements d'Ådalen en Suède

- 19 mai : mission ethnographique et linguistique Dakar-Djibouti dirigée par Marcel Griaule. Michel Leiris en fait partie et écrira L’Afrique fantôme.

- 24 mai : Grand Prix automobile d'Italie.

- 25 au 28 mai : un équipage américain (Lees et Brossy) bat le record de durée de vol : 84 heures et 32 minutes, sur un « Bellanca-Packard ».

- 26 mai : premier vol de l'avion de patrouille Consolidated P2Y.

- 27 mai : première utilisation d'une soufflerie dans le laboratoire du NACA à Langley (États-Unis).

- 30 mai : 500 miles d'Indianapolis.

- 31 mai : exposition de René Iché à la Galerie Léopold Zborowski.

## Naissances
- 2 mai : Alberto Rizzo, danseur, photographe et peintre italien († 9 octobre 2004).
- 5 mai : Greg, dessinateur, scénariste, rédacteur en chef et directeur littéraire de bande dessinée belge († 29 octobre 1999).
- 6 mai : Jane Berbié, chanteuse mezzo-soprano.
- 9 mai : Vance DeVoe Brand, astronaute américain.
- 10 mai :
  - Ettore Scola, réalisateur italien († 19 janvier 2016).
  - Henri Simonet, homme politique belge († 15 février 1996).
- 17 mai : 
  - Jackie McLean, saxophoniste de jazz américain († 31 mars 2006).
  - Dewey Redman, saxophoniste de jazz américain († 2 septembre 2006).
  - Stan Albeck, joueur de basket-ball américain († 25 mars 2021).
- 24 mai : Michael Lonsdale, acteur français († 21 septembre 2020).
- 25 mai : 
  - Georgi Grechko, cosmonaute soviétique († 8 avril 2017).
  - Herb Gray, avocat et politicien canadien († 21 avril 2014).
  - Michel Ringoir, pilote automobile belge.
- 27 mai : Bernard Fresson, comédien français († 20 octobre 2002).
- 31 mai : Zvi Hecker, architecte israélien († 24 septembre 2023).

## Décès
- 12 mai : Eugène Ysaÿe, violoniste belge (° 16 juillet 1858).